# ニュー・ケンブリッジ版シェイクスピア

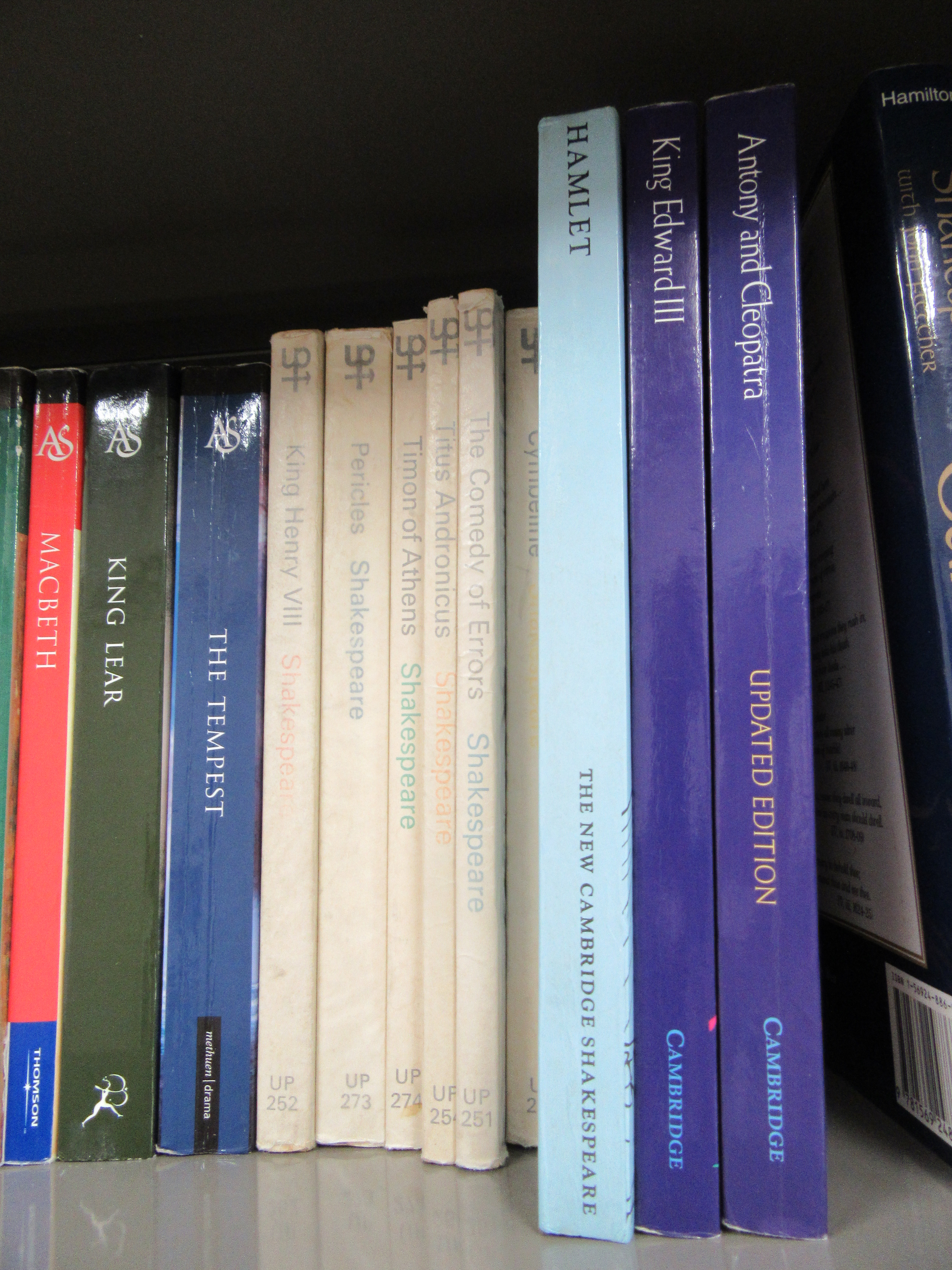
ニュー・ケンブリッジ版シェイクスピアを本棚に並べた写真

『ニュー・ケンブリッジ版シェイクスピア』（ニューケンブリッジばんシェイクスピア、The New Cambridge Shakespeare）は、ケンブリッジ大学出版（Cambridge University Press）が出版しているウィリアム・シェイクスピアの戯曲の学術的な版のシリーズ。
このシリーズは1984年に始まり、毎年、いくつかの新しい版が出版されている。現在までにシェイクスピアの戯曲と詩の大多数がこのシリーズで出版されている。このシリーズは20世紀初頭にケンブリッジが出版していた『ニュー・シェイクスピア（New Shakespeare）』シリーズに代わるものである。
『ニュー・ケンブリッジ版』は長い序説と膨大な注釈が特徴である。見た目でも、他の本より形が細長く、青い表紙にはデイヴィッド・ホックニーの素描をベースにしたシェイクスピアの顔の多色のスケッチが特徴である。
シリーズの初期の版では、エリザベス朝に初演された時の様子を再現したC・ウォルター・ホッジスの素描を使っていた。これは2004年にホッジスが死ぬまで続いた。1990年代より、青地にデイヴィッド・ホックニーがいろいろな色を使って描いたシェイクスピアの顔のスケッチを入れたカバーでデザインが統一されるようになった。2000代に入るとさらにデザインが変化し、戯曲ごとにそれぞれ異なるデザインでいろいろな色を使って描いたカバーをつけて再版されるようになった。現在のカバーにはNew Cambridge Shakespeareの頭文字であるNCSというロゴが入っている。
このシリーズで有名な版は、シェイクスピアの作品かどうか論争のある『エドワード三世』をシェイクスピアの作品として、メジャーとしては最初に出版したことである。『ペリクリーズ』の時は、この劇は不完全な出版で、合作の結果であるという従来の説を否定したことで、論争の的となった。
このシリーズは最初に世に出た「四折版」のテキストが一般に知られているテキストと著しく異なっている場合、現代英語の綴りで、「The Early Quatros」シリーズとして出版している。『ハムレット』、『ヘンリー五世』、『リア王』、『リチャード三世』、『オセロ』、『ロミオとジュリエット』、『じゃじゃ馬ならし（The Taming of the Shrew）』の別ヴァージョン『The Taming of a Shrew』がそれに含まれている。
シリーズの編集主幹は、はじめはフィリップ・ブロックバンク（1984年 - 1990年)がつとめ、次にブライアン・ギボンズ（1990年 - 現在）が担当している。

## 個別の戯曲刊本
ニュー・ケンブリッジ・シェイクスピアから刊行されているシェイクスピアの個別の戯曲や詩のエディションとして、現在入手できるものとしては以下のものが公刊されている。タイトル後に記載した人名は編者である。
- ヘンリー六世 第1部 (1990) 編者…Michael Hattaway
- ジョン王 (1990) 編者…L. A. Beaurline
- ヘンリー八世 (1990) 編者…John Margeson
- ヘンリー六世 第2部 (1991) 編者…Michael Hattaway
- ヘンリー六世 第3部 (1993) 編者…Michael Hattaway
- ペリクリーズ (1998) 編者…Doreen DelVecchio, Antony Hammond
- エドワード三世 (1998) 編者…Giorgio Melchiori
- アテネのタイモン (2001) 編者…Karl Klein
- じゃじゃ馬ならし 第二版 (2003) 編者…Ann Thompson
- ヴェニスの商人  第二版 (2003) 編者…M. M. Mahood
- ロミオとジュリエット 第二版 (2003) 編者… G. Blakemore Evans
- 空騒ぎ 第二版 (2003) 編者…F. H. Mares
- リチャード二世 第二版 (2003) 編者…Andrew Gurr
- ハムレット 第二版 (2003) 編者…Philip Edwards
- 夏の夜の夢 第二版 (2003) 編者…R. A. Foakes
- トロイラスとクレシダ (2003) 編者…Anthony B. Dawson
- オセロー 第二版 (2003) 編者…Norman Sanders
- 終わりよければ全てよし 第二版 (2004) 編者…Russell Fraser
- 十二夜 第二版 (2004) 編者…Elizabeth Story Donno, Penny Gay
- 間違いの喜劇 第二版 (2004) 編者…T. S. Dorsch
- ジュリアス・シーザー 第二版 (2004) 編者…Marvin Spevack
- シンベリン (2005) 編者…Martin Butler
- アントニーとクレオパトラ 第二版 (2005) 編者…David Bevington
- ヘンリー五世 第二版 (2005)  編者…Andrew Gurr
- リア王 第二版 (2005) 編者…Jay L. Halio
- タイタス・アンドロニカス 第二版 (2006) 編者…Alan Hughes
- 詩集 第二版 (2006) 編者…John Roe
- ソネット集 第二版 (2005) 編者…G. Blakemore Evans
- 尺には尺を 第二版 (2006) 編者…Brian Gibbons
- 冬物語 (2007) 編者…Susan Snyder, Deborah T. Curren-Aquino
- ヘンリー四世 第2部 第二版 (2007) 編者…Giorgio Melchiori
- ヘンリー四世 第1部 第二版 (2007) 編者…Judith Weil, Herbert Weil
- マクベス 第二版 (2008) 編者…A. R. Braunmuller
- リチャード三世 第二版 (2008) 編者…Janis Lull
- 恋の骨折り損 (2009) 編者…William C. Carroll
- お気に召すまま 第二版 (2009) 編者…Michael Hattaway
- コリオレイナス 第二版 (2010) 編者…Lee Bliss
- ウィンザーの陽気な女房たち 第二版 (2010) 編者…David Crane
- 二人の貴公子 第二版 (2012) 編者…Robert Kean Turner, Patricia Tatspaugh
- ヴェローナの二紳士 第二版 (2012) 編者…Kurt Schlueter
- The New Cambridge Shakespeare 第二版、全41巻 (2012) 編者…A. R. Braunmuller, Brian Gibbons
- テンペスト 第二版 (2016) 編者…David Lindley
- トロイラスとクレシダ 第二版 (2016) 編者…Anthony B. Dawson、Gretchen Minton 2016年10月刊行予定